# Världscupen i skidskytte 2005/2006
Världscupen i skidskytte 2005/2006 avgjordes på nio olika orter runtom i världen. Säsongen inleddes den 26 november 2005 i Östersund, Sverige och avslutades den 26 mars 2006 i Holmenkollen, Norge. Ole Einar Bjørndalen, Norge vann den totala världscupen på herrsidan, på damsidan vann Kati Wilhelm, Tyskland.

## Herrar
Det var under tävlingarna i Kontiolax som Carl Johan Bergman tog sin första världscupseger.
| Ort          | Disciplin                 | Segrare                    |
| ------------ | ------------------------- | -------------------------- |
| Östersund    | 10 kilometer sprint       | Stian Eckhoff Norge        |
| Östersund    | 12,5 kilometer Jaktstart  | Ole Einar Bjørndalen Norge |
| Östersund    | 4 x 7,5 kilometer stafett | Norge                      |
| Hochfilzen   | 20 kilometer distans      | Raphaël Poirée Frankrike   |
| Hochfilzen   | 10 kilometer sprint       | Frode Andresen Norge       |
| Hochfilzen   | 4 x 7,5 km stafett        | Tyskland                   |
| Osrblie      | 20 kilometer distans      | Sven Fischer Tyskland      |
| Osrblie      | 10 kilometer sprint       | Alexander Wolf Tyskland    |
| Osrblie      | 15 kilometer jaktstart    | Sven Fischer Tyskland      |
| Oberhof      | 4 x 7,5 km stafett        | Tyskland                   |
| Oberhof      | 10 kilometer sprint       | Vincent Defrasne Frankrike |
| Oberhof      | 15 kilometer masstart     | Halvard Hanevold Norge     |
| Ruhpolding   | 4 x 7,5 kilometer stafett | Tyskland                   |
| Ruhpolding   | 10 kilometer sprint       | Frode Andresen Norge       |
| Ruhpolding   | 12,5 kilometer jaktstart  | Michael Rösch Tyskland     |
| Antholz      | 10 kilometer sprint       | Frode Andresen Norge       |
| Antholz      | 12,5 kilometer jaktstart  | Ricco Gross Tyskland       |
| Antholz      | 15 kilometer masstart     | Ole Einar Bjørndalen Norge |
| Pokljuka     | 10 kilometer sprint       | Ole Einar Bjørndalen Norge |
| Pokljuka     | 12,5 kilometer jaktstart  | Ole Einar Bjørndalen Norge |
| Kontiolax    | 10 kilometer sprint       | Carl Johan Bergman Sverige |
| Kontiolax    | 12,5 kilometer jaktstart  | Ole Einar Bjørndalen Norge |
| Kontiolax    | 15 kilometer masstart     | Tomasz Sikora Polen        |
| Holmenkollen | 10 kilometer sprint       | Ole Einar Bjørndalen Norge |
| Holmenkollen | 12,5 kilometer jaktstart  | Ole Einar Bjørndalen Norge |
| Holmenkollen | 15 kilometer masstart     | Ole Einar Bjørndalen Norge |

### Totalställning
Bästa svensk blev Carl Johan Bergman som kom på elfte plats.
| Placering | Namn                 | Nation    | Poäng |
| --------- | -------------------- | --------- | ----- |
| 1         | Ole Einar Bjørndalen | Norge     | 812   |
| 2         | Raphaël Poirée       | Frankrike | 693   |
| 3         | Sven Fischer         | Tyskland  | 674   |
| 4         | Tomasz Sikora        | Polen     | 605   |
| 5         | Michael Rösch        | Tyskland  | 573   |
| 6         | Vincent Defrasne     | Frankrike | 553   |
| 7         | Halvard Hanevold     | Norge     | 548   |
| 8         | Ricco Gross          | Tyskland  | 517   |
| 9         | Frode Andresen       | Norge     | 510   |
| 10        | Michael Greis        | Tyskland  | 470   |

### Slutställning i delcuperna
| Disciplin | Etta                       | Tvåa                       | Trea                     |
| Totalt    | Ole Einar Bjørndalen Norge | Raphaël Poirée Frankrike   | Sven Fischer Tyskland    |
| Masstart  | Ole Einar Bjørndalen Norge | Raphaël Poirée Frankrike   | Tomasz Sikora Polen      |
| Sprint    | Tomasz Sikora Polen        | Ole Einar Bjørndalen Norge | Raphaël Poirée Frankrike |
| Jaktstart | Ole Einar Bjørndalen Norge | Sven Fischer Tyskland      | Raphaël Poirée Frankrike |
| Distans   | Michael Greis Tyskland     | Ole Einar Bjørndalen Norge | Raphaël Poirée Frankrike |
| Stafett   | Tyskland                   | Ryssland                   | Frankrike                |

## Damer
| Ort          | Disciplin                | Segrare                       |
| ------------ | ------------------------ | ----------------------------- |
| Östersund    | 10 kilometer sprint      | Uschi Disl Tyskland           |
| Östersund    | 12,5 kilometer Jaktstart | Olga Zajtseva Ryssland        |
| Östersund    | 4 x 6 kilometer stafett  | Norge                         |
| Hochfilzen   | 20 kilometer distans     | Anna Carin Olofsson Sverige   |
| Hochfilzen   | 10 kilometer sprint      | Kati Wilhelm Tyskland         |
| Hochfilzen   | 4 x 6 km stafett         | Norge                         |
| Osrblie      | 20 kilometer distans     | Svetlana Isjmuratova Ryssland |
| Osrblie      | 10 kilometer sprint      | Anna Carin Olofsson Sverige   |
| Osrblie      | 15 kilometer jaktstart   | Anna Carin Olofsson Sverige   |
| Oberhof      | 4 x 6 km stafett         | Frankrike                     |
| Oberhof      | 10 kilometer sprint      | Kati Wilhelm Tyskland         |
| Oberhof      | 15 kilometer masstart    | Kati Wilhelm Tyskland         |
| Ruhpolding   | 4 x 6 kilometer stafett  | Ryssland                      |
| Ruhpolding   | 10 kilometer sprint      | Sandrine Bailly Frankrike     |
| Ruhpolding   | 12,5 kilometer jaktstart | Liv Grete Poirée Norge        |
| Antholz      | 10 kilometer sprint      | Kati Wilhelm Tyskland         |
| Antholz      | 12,5 kilometer jaktstart | Kati Wilhelm Tyskland         |
| Antholz      | 15 kilometer masstart    | Martina Glagow Tyskland       |
| Pokljuka     | 10 kilometer sprint      | Linda Tjörhom Norge           |
| Pokljuka     | 12,5 kilometer jaktstart | Sandrine Bailly Frankrike     |
| Kontiolax    | 10 kilometer sprint      | Anna Carin Olofsson Sverige   |
| Kontiolax    | 12,5 kilometer jaktstart | Anna Carin Olofsson Sverige   |
| Kontiolax    | 15 kilometer masstart    | Olena Zubrilova Belarus       |
| Holmenkollen | 10 kilometer sprint      | Martina Glagow Tyskland       |
| Holmenkollen | 12,5 kilometer jaktstart | Kati Wilhelm Tyskland         |
| Holmenkollen | 15 kilometer masstart    | Linda Tjörhom Norge           |

### Totalställning
| Placering | Namn                    | Nation    | Poäng |
| --------- | ----------------------- | --------- | ----- |
| 1         | Kati Wilhelm            | Tyskland  | 969   |
| 2         | Anna Carin Olofsson     | Sverige   | 818   |
| 3         | Martina Glagow          | Tyskland  | 694   |
| 4         | Sandrine Bailly         | Frankrike | 674   |
| 5         | Uschi Disl              | Tyskland  | 580   |
| 6         | Svetlana Isjmuratova    | Ryssland  | 568   |
| 7         | Andrea Henkel           | Tyskland  | 531   |
| 8         | Katrin Apel             | Tyskland  | 505   |
| 9         | Olena Zubrilova         | Belarus   | 491   |
| 10        | Florence Baverel-Robert | Frankrike | 476   |

### Slutställning i delcuperna
| Disciplin | Etta                          | Tvåa                        | Trea                          |
| Totalt    | Kati Wilhelm Tyskland         | Anna Carin Olofsson Sverige | Martina Glagow Tyskland       |
| Masstart  | Martina Glagow Tyskland       | Anna Carin Olofsson Sverige | Linda Tjörhom Norge           |
| Sprint    | Kati Wilhelm Tyskland         | Anna Carin Olofsson Sverige | Svetlana Isjmuratova Ryssland |
| Jaktstart | Kati Wilhelm Tyskland         | Anna Carin Olofsson Sverige | Sandrine Bailly Frankrike     |
| Distans   | Svetlana Isjmuratova Ryssland | Albina Achatova Ryssland    | Anna Carin Olofsson Sverige   |
| Stafett   | Ryssland                      | Tyskland                    | Frankrike                     |

### Fotnoter
1. ↑  ”Events 2005/2006” (på engelska). Ukrainas skidskytteförbund. http://www.biathlon.com.ua/calendar.php?lang=eng&id=1. Läst 11 september 2017.